# Cipreswolfsmelk
De cipreswolfsmelk (Euphorbia cyparissias) is een vaste plant die behoort tot de Wolfsmelkfamilie (Euphorbiaceae). De plant komt van nature voor in Europa en West-Azië en is ingevoerd in Noord-Amerika. In het wild is de plant in Nederland vrij zeldzaam. De plant wordt ook in de siertuin gebruikt. Het melksap is giftig en kan huidirritatie geven.
De blauwlichtgroene plant wordt 15 tot 30 cm hoog en vormt een wortelstok met vegetatieve en bloeiende uitlopers. De bladeren aan de nietbloeiende stengels zijn lijnvormig 2 tot 4 cm lang en 2 tot 3 mm breed. De bladeren van de onvruchtbare zijtakjes aan de bloeiende stengels zijn borstelvormig. De naam cipreswolfsmelk heeft de plant te danken aan de vorm van het blad, dat aan de naalden van de cipres doet denken.

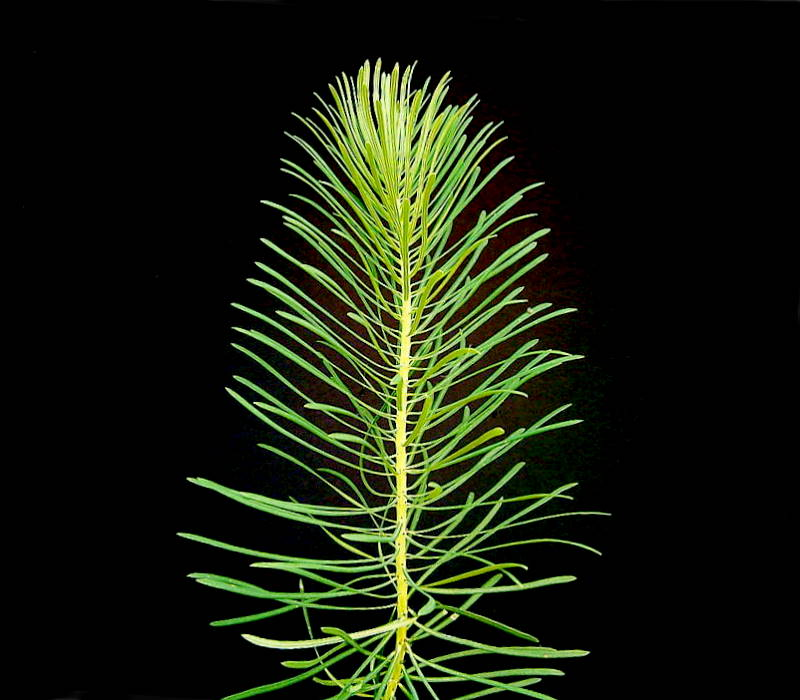
Bladeren

De cipreswolfsmelk bloeit in april en mei. De bloem is een cyathium dat bestaat uit een vrouwelijke bloem met daaronder enkele tot een meeldraad gereduceerde mannelijke bloemen en wordt omgeven door een klokvormig omwindsel met halvemaanvormige, wasgele randklieren, die twee hoorntjes hebben. De schutbladen zijn tijdens de bloei goudgeel en verkleuren na de bloei dieprood. Het scherm bestaat uit 5 tot veel stralen.
De vrucht is een kluizige, fijnwrattige, 3 mm grote splitvrucht. De grijze, zwak glanzende zaden hebben een mierenbroodje.
De plant komt voor op droge, matig voedselrijke grond op rivierduinen, dijken, in bermen, duinen en langs spoorwegen.

## Plantengemeenschap
Cipreswolfsmelk is een kensoort voor het verbond van droge stroomdalgraslanden (Sedo-Cerastion), een zeer soortenrijke plantengemeenschap van droge graslanden op voedselarme zandgronden langs de grote rivieren.

## In andere talen
- Duits: Zypressen-Wolfsmilch
- Engels: Cypress Spurge
- Frans: Euphorbe petit-cyprès